# エリソ・ヴィルサラーゼ
エリソ・ヴィルサラーゼ（グルジア語: ელისო კონსტანტინეს ასული ვირსალაძე、ロシア語: Эли́со Константи́новна Вирсала́дзе、ローマ字翻字例: Eliso Virsaladze, Elisso Wirssaladze、1942年9月14日 - ）はジョージアのトビリシ出身の女性ピアニストである。演奏家としてのみならず、教育者としても名高い。

## 略歴
ジョージアで著名な音楽教師であった祖母アナスターシャ・ヴィルサラーゼよりピアノの指導を受けた後、トビリシ音楽院を卒業すると、さらにモスクワ音楽院に進みゲンリフ・ネイガウスとヤコフ・ザークに学んだ。1962年にチャイコフスキー国際コンクールで3位に入賞し、1966年にはツヴィッカウのピアニストと歌手のためのローベルト・シューマン国際コンクールで優勝した。スヴャトスラフ・リヒテルと親交を結んだ。
ルドルフ・バルシャイ、キリル・コンドラシン、リッカルド・ムーティ、クルト・ザンデルリング、ヴォルフガング・サヴァリッシュ、エフゲニー・スヴェトラーノフ、ユーリ・テミルカーノフ 、アントニ・ヴィトなどの著名な指揮者のもと、世界の主要なオーケストラと共演して演奏活動を続けている。室内楽の分野でも活躍しており、ヴァイオリニストのオレグ・カガン、チェリストのナターリヤ・グートマン、ボロディン弦楽四重奏団、タネーエフ四重奏団と共演し、録音も残している。
モーツァルト、ベートーヴェン、ショパン、シューマン、ブラームスなどのヨーロッパの作曲家の作品や、チャイコフスキーをはじめとするロシア音楽を主要なレパートリーとする。
日本にも頻繁に来日しており、2014年（平成26年）からほぼ毎年参加している霧島国際音楽祭をはじめ、演奏会やマスタークラスを実施。仙台国際音楽コンクールのピアノ部門における審査委員も務めている。

## 人物
1967年にモスクワ音楽院の教員に迎えられ1993年に正教授に就任し、教育者としても名高い存在である。1995年から2011年の間はミュンヘン音楽大学、2010年からはフィレンツェのフィエーゾレ音楽院でも教壇に立つ。また世界の主要なコンクールの審査員としても大きく活躍している。
2016年（平成28年）からは東京音楽大学の客員教授として、2023年（令和5年）4月からは同大学の特任教授として大学や大学院でのマスタークラスで指導にあたる。
著名な弟子にボリス・ベレゾフスキー、アレクセイ・ヴォロディンケ（ロシア語: Володин, Алексей Сергеевичe）、エマニュエル・リモルディなどがいる。
日本人も数多くのピアニストが指導を受けている。松田華音は、2019年（令和元年）6月から2021年（令和3年）6月まで在学していたモスクワ音楽院の大学院において、ヴィルサラーゼヴのクラスで指導を受けている。藤田真央は、在学中に東京音楽大学でのヴィルサラーゼによるマスタークラスを何度も受講して指導を受けており、同大学で2017年（平成29年）12月7日に行われたヴィルサラーゼの公開レッスンでは受講生として演奏している。牛田智大も霧島国際音楽祭でヴィルサラーゼのマスタークラスを受講している。

## 栄誉、栄典
1969年にグルジア人民芸術家章、1989年にソ連人民芸術家章の叙勲を受けた。

## 作品
- エリソ・ヴィルサラーゼ、ナターリヤ・グートマン（チェロ）『Suite BWV 1009 . Sonate op. 38 . Sonate op. 36』バッハ、ブラームス、グリーグ、輸入・販売: デジタル・メディア・ラボ〈Live Classics〉、1992年。 NCID BA42069007。[28]
- エリソ・ヴィルサラーゼ、ナターリヤ・グートマン（チェロ）、スヴャトスラフ・リヒテル（ピアノ）『Oleg Kagan-Musikfest Kreuth 1992』ベートーベン、輸入・販売: デジタル・メディア・ラボ〈Live Classics〉、1992年。 NCID BA4247618X。 1992年オレグ・カガン国際音楽祭、旧ヴィルバート・クロイト。
- エリソ・ヴィルサラーゼ、ボロディン弦楽四重奏団（演奏）『Piano quintet, op. 34 ; String quartet no. 2, op. 51, 2』ブラームス、Teldec、1995年。 NCID BA4502146X。
  - 邦版『ブラームス』、ワーナーミュージック〈テルデック〉WPCS-6437、1998年。CD 1枚、77分25秒。1990年11月収録。(1) エリソ・ヴィルサラーゼ(P)、ピアノ五重奏曲ヘ短調op.34。(2) 弦楽四重奏曲第2番イ短調op.51-2、ボロディン四重奏団。
- エリソ・ヴィルサラーゼ (1996). Eliso Virsaladze, piano. Russian piano school. 18. ショパン. Melodiya (Мелодия), 各国BMG. NCID BA31300669
- エリソ・ヴィルサラーゼ『Arabeske C-Dur Op. 18 ; Sonate fis-Moll Op. 11 ; Fantasie C-Dur Op. 17』シューマン、リスト、Widmung〈Live Classics〉、1996年。 NCID BB10823713。
- エリソ・ヴィルサラーゼ『In memoriam Sviatoslav Richter』リスト、輸入・販売: デジタル・メディア・ラボ1998〈Live Classics〉、1998年。 NCID BA40039672。 リヒテル追悼。
- エリソ・ヴィルサラーゼ『Etudes Op. 10 & 25』ショパン、輸入・販売: デジタル・メディア・ラボ〈Live Classics〉、1998年。 NCID BA41340251。
- 『ショパン：華麗なる大円舞曲』、CD 69分、デジタル・メディア・ラボ、DICC-24548、1999年9月。
- 『プレイズ・ショパン・イン・ジャパン』、CD 76分、デジタル・メディア・ラボ、DICC-24552、2000年1月。
- エリソ・ヴィルサラーゼ『Klaviersonaten op. 11 & op. 22 ; Waldszenen op. 82』シューマン、デジタル・メディア・ラボ〈Live Classics〉、2000年。 NCID BA46959221。
- 『ピアノ・ソナタ第１番、第２番、森の情景』、CD、デジタル・メディア・ラボ、DICC-24551、2000年1月[注釈 3]。
- エリソ・ヴィルサラーゼ、ナターリヤ・グートマン（チェロ）『By invitation : Natalia Gutman & Elisso Wirssaladze play Beethoven & Mendelssohn』ベートーベン、メンデルスゾーン、輸入・販売: トライエム〈Live Classics〉、2000年。 NCID BA61019458。
- エリソ・ヴィルサラーゼ; タチアナ・ニコラーエワ（ピアノ）; ニコライ・ルガンスキー（指揮）; リトアニア室内管弦楽団（演奏）; サウリュス・ソンデツキス（指揮） (2002). Concerto for two pianos & orchestra, K. 365 ; Concerto for three pianos & orchestra, K. 242 : "Lodron". モーツァルト. Yedang Classics. NCID BB13878802
- ユーリ・テミルカーノフ（指揮）、ニコライ・アレクセーエフ（指揮）、サンクト・ペテルブルグ・フィルハーモニー管弦楽団（演奏）『サンクト・ペテルブルグ・ガラ2003 gala concert 2003』東京 : TDKコア、キングレコード (発売)、2005年（原著2003年）。 DVD 1枚 (112分) カラー, ビスタ; 音声: ステレオ, 伊・露 (PCM), 伊・露 (5.1), 伊、収録: 2003年6月。別題『Gala concert 300 years of St. Petersburg』。
  - 2009年再版〈TDK DVD classics〉、OCLC 676255902。
- エリソ・ヴィルサラーゼ; モスクワ・フィルハーモニー管弦楽団（演奏）; ドミトリー・キタエンコ（指揮） (2011). Eliso Virsaladze live. ショパン、シューマン. Melodiya (Мелодия). NCID BB11662551

## 関連書籍
- 「せんせい、こんにちは(251) / エリソ・ヴィルサラーゼ」『レッスンの友 : ピアノ音楽誌 = Lesson no tomo : a magazine for music lovers』第25巻第1号 (280)、p.14-16、レッスンの友社、1987年1月、ISSN 0913-3623。doi:10.11501/7959754、国立国会図書館デジタルコレクション/図書館送信参加館内公開。ファイル名0008.jp2。
- 一柳富美子「INTERVIEW ミニ・インタビュー特集 エリソ・ヴィルサラーゼ」『ショパン = Chopin magazine』第4巻第1号 (36)、p.84、ハンナ、東京音楽社、1987年1月。doi:10.11501/7959351、国立国会図書館デジタルコレクション/国立国会図書館内公開。ファル名0046.jp2。
- 「マイ・コンサート」『ムジカノーヴァ = Musica nova』第21巻第12号 (238)、音楽之友社、ムジカノーヴァ、東京音楽アカデミー（編）、音楽之友社、1990-12月。doi:10.11501/7933016、国立国会図書館デジタルコレクション/国立国会図書館内公開、ファイル名0010.jp2。
- 「INTERVIEW エリソ・ヴィルサラーゼ 音楽と実生活の対話が私の人生」『ショパン = Chopin magazine』第7巻第12号 (83)、p.64-66、ハンナ、東京音楽社、1990年12月。doi:10.11501/7959398、国立国会図書館デジタルコレクション/国立国会図書館内公開、ファイル名0035.jp2。
- 「TOPICS エリソ・ヴィルサラーゼ ふと、ロシアの青空が見えた」『ショパン = Chopin magazine』第10巻第8号 (115)、p.71、ハンナ、東京音楽社、1993年8月。doi:10.11501/7959430、国立国会図書館デジタルコレクション/国立国会図書館内公開、ファイル名0037.jp2。
- 「COLOR エリソ・ヴィルサラーゼ MONTHLY ONLY ONE(16)」『ショパン = Chopin magazine』第10巻第9号 (116)、p.34-35、ハンナ、ショパン、東京音楽社、1993年9月。doi:10.11501/7959431、国立国会図書館デジタルコレクション/国立国会図書館内公開、ファイル名0019.jp2。
- 「スポットライト　エリソ・ヴィルサラーゼ」『音楽の友』第51巻第9号、p113、日本音楽雑誌株式会社、音楽之友社、1993年9月、ISSN 0289-3606。doi:10.11501/6022213、国立国会図書館デジタルコレクション/国立国会図書館内公開、ファイル名0058.jp2。
- 「巻頭カラー エリソ・ヴィルサラーゼ」『ムジカノーヴァ = Musica nova』第24巻第10号 (272)、p.1-3、東京音楽アカデミー（編）、音楽之友社、1993年10月。doi:10.11501/7933050、国立国会図書館デジタルコレクション/国立国会図書館内公開、ファイル名0002.jp2。
- Elisso Wirssaladze、百瀬喬「ピアニストインタビュー エリソ・ヴィルサラーゼ」『ムジカノーヴァ = Musica nova』第30巻第12号 (通号 346)、p.58-60、東京音楽アカデミー（編）、音楽之友社、1999年12月。doi:10.11501/7933124、国立国会図書館デジタルコレクション/国立国会図書館内公開、ファイル名0040.jp2<4903790>。
- エリソ・ヴィルサラーゼ「特集 自分なりの解釈と、ショパンのスタイルを守ることとのバランスが難しい エリソ・ヴィルサラーゼ、ショパンを語る」『レッスンの友 : ピアノ音楽誌 = Lesson no tomo : a magazine for music lovers』第37巻第12号 (435)、p.13-17、レッスンの友社、1999年12月、ISSN 0913-3623。doi:10.11501/7959909、国立国会図書館デジタルコレクション/図書館送信参加館内公開、ファイル名0008.jp2。
- エリソ・ヴィルサラーゼ「エリソ・ヴィルサラーゼ ショパンを語る : 自分なりの解釈と、ショパンのスタイルを守ることとのバランスが難しい。」『レッスンの友 : ピアノ音楽誌 = Lesson no tomo : a magazine for music lovers』第41巻8 (通号 479)、2003年8月、38-43頁、ISSN 0913-3623。
- エリソ・ヴィルサラーゼ（述）、焦元溥「第1部　エリソ・ヴィルサラーゼ」『ピアニストが語る! : 現代の世界的ピアニストたちとの対話』森岡葉（訳）、p.97−、アルファベータ、2014年、ISBN 978-4-87198-584-0。増補版2017年、ISBN 978-4-86598-035-6。
- エリソ・ヴィルサラーゼ、青澤隆明「Interview ロシア・ピアニズムの神髄を現代に伝える エリソ・ヴィルサラーゼ」『音楽の友』第75巻第7号、2017年7月、68-70頁、doi:10.11501/6022213、ISSN 0289-3606。